# Ukrajinska grivnja
Hrivnja  (ukrajinski: гривня, IPA: [ˈɦrɪu̯nʲɑ]; ISO 4217: UAH) službena je novčana valuta Ukrajine. Uvedena je 2. rujna 1996. kada je zamijenila ukrajinski karbovanec (ukr. карбованець). Karbovanec je bio valuta sovjetske Ukrajine prije i tijekom Drugog svjetskog rata. Hrivnje izdaje Narodna Banka Ukrajine. Simbol valute je ₴.
Jedna hrivnja dijeli se na 100 kopijki (100 копійок). Papirne novčanice izdaju se u apoenima od 1, 2, 5, 10, 20, 50, 100, 200 i 500 hrivnji, a kovani novac u apoenima od 1, 2, 5, 10, 25 i 50 kopijki i 1 hrivnje.
Nacionalnu valutu imena hrivnja prvi je put uveo kijevski knez Vladimir Veliki nakon što je 988. proglasio kršćanstvo službenom religijom Kijevske Rusi. Etimologija naziva hrivnja dovodi se u vezu s nazivom komada odnosno s pojmom srebrne ogrlice. Hrivnja je od 12. do 14. stoljeća predstavljala glavni novac u Kijevskoj Rusi, uz prisutnost drugog novca poput srednjovjekovne kune (danas hrvatske novčane valute)[nedostaje izvor] i vivjerice.
Hrvatski arheolozi su potvrdili da su se u Srednjem vijeku hrivnjom često koristili i Hrvati.[nedostaje izvor]
U srpnju 2021. prema podacima Hrvatske narodne banke tečaj ukrajinske hrivnje bio je 4,3 grivnje za 1 kunu. Inflacija u Ukrajini u 2019. godini iznosila je 10%.

## Vanjske poveznice
- Povijest ukrajinske novčane valute grivnje (eng.)
- Povijest ukrajinskog novca (eng.)